# Jüdischer Friedhof Währing

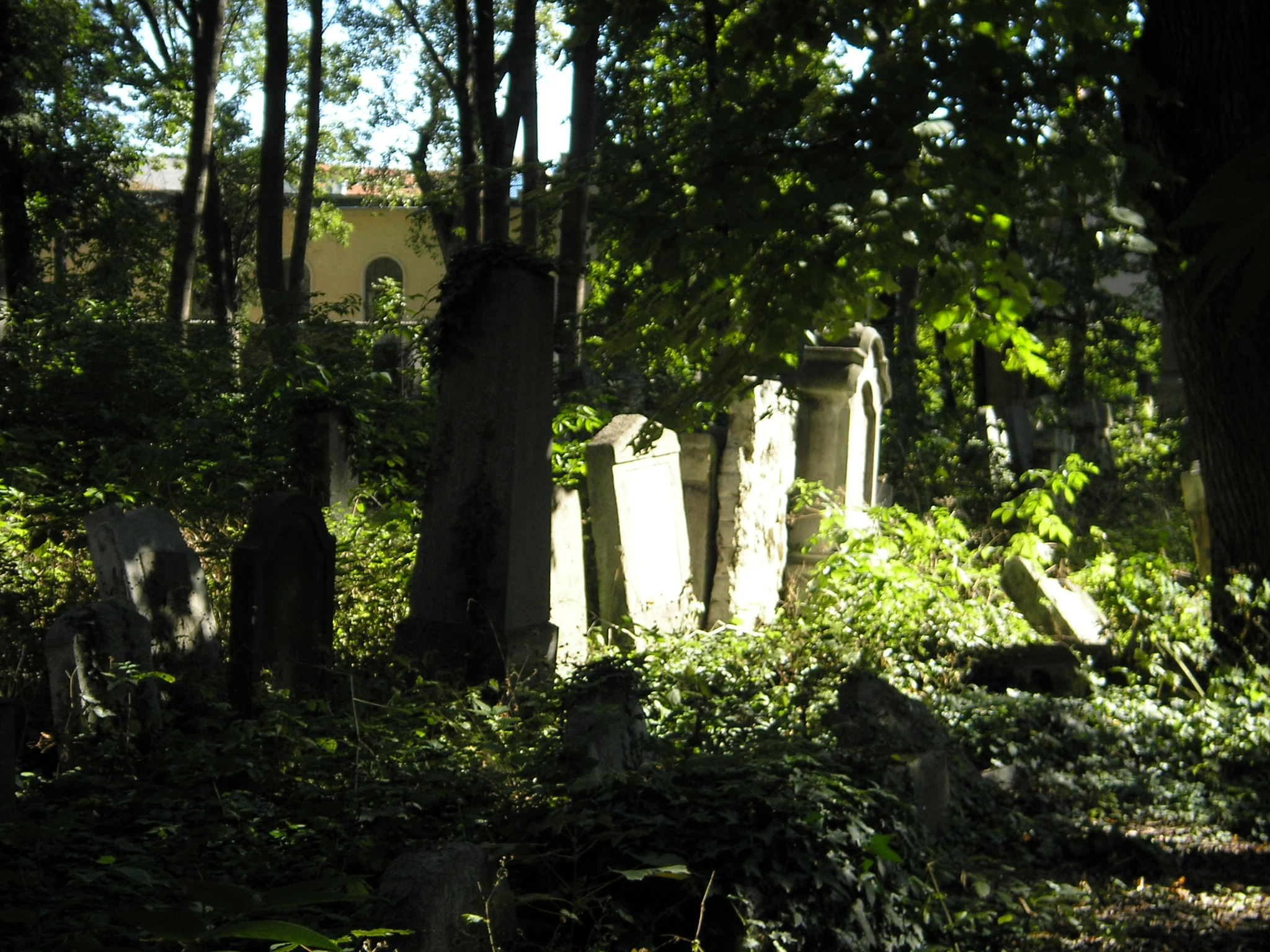
Jüdischer Friedhof in Währing

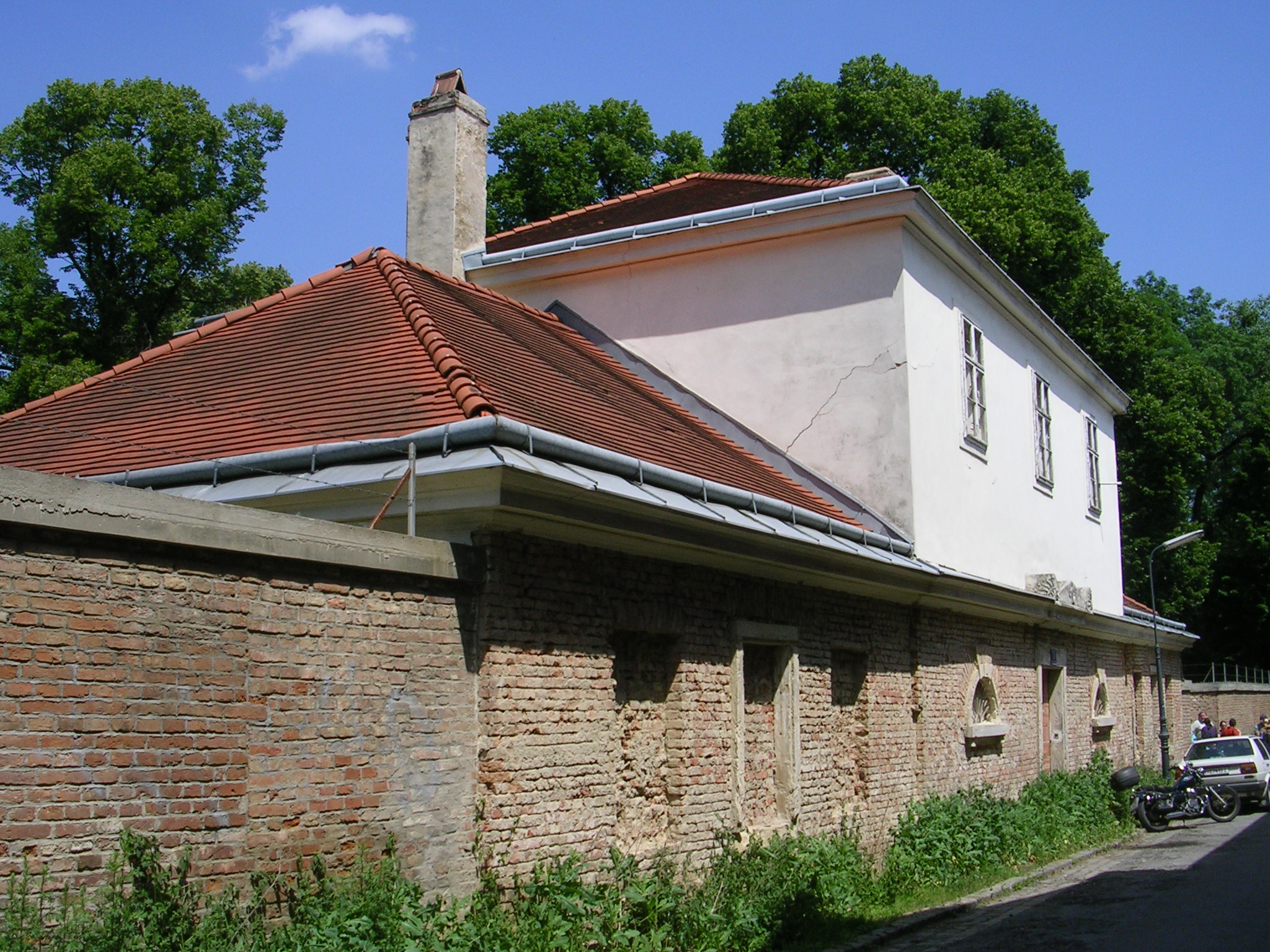
Taharahaus am Haupteingang (2006)

Der Jüdische Friedhof Währing (auch: Israelitischer Friedhof Währing) war nach seiner Eröffnung im Jahr 1784 die Hauptbegräbnisstätte der Israelitischen Kultusgemeinde in Wien. Neben dem Sankt Marxer Friedhof ist er der letzte erhaltene Friedhof Wiens im Stil des Biedermeier. Nach seiner Schließung in den 1880er Jahren und der teilweisen Zerstörung während der NS-Zeit ist der jüdische Friedhof heute geschlossen, da das vom Verfall bedrohte Areal sowohl von den Grabdenkmälern her als auch von der Bewachsung ein Sicherheitsrisiko für Besucher darstellt und damit zusammenhängende Haftungsfragen ungeklärt sind. Über die Sanierung des Friedhofes findet seit dem Jahr 2006 eine Debatte zwischen Politikern von Bundes- und Landesebene sowie Experten statt.

## Lage
Ursprünglich gehörte das Gebiet des Friedhofes zum Wiener Vorort Währing. Nach Gebietsverschiebungen liegt der Friedhof heute trotz seines Namens nicht im 18. Wiener Gemeindebezirk Währing, sondern jenseits der Bezirksgrenze im 19. Bezirk Döbling. Der Eingang befindet sich in der Schrottenbachgasse 3.

## Geschichte

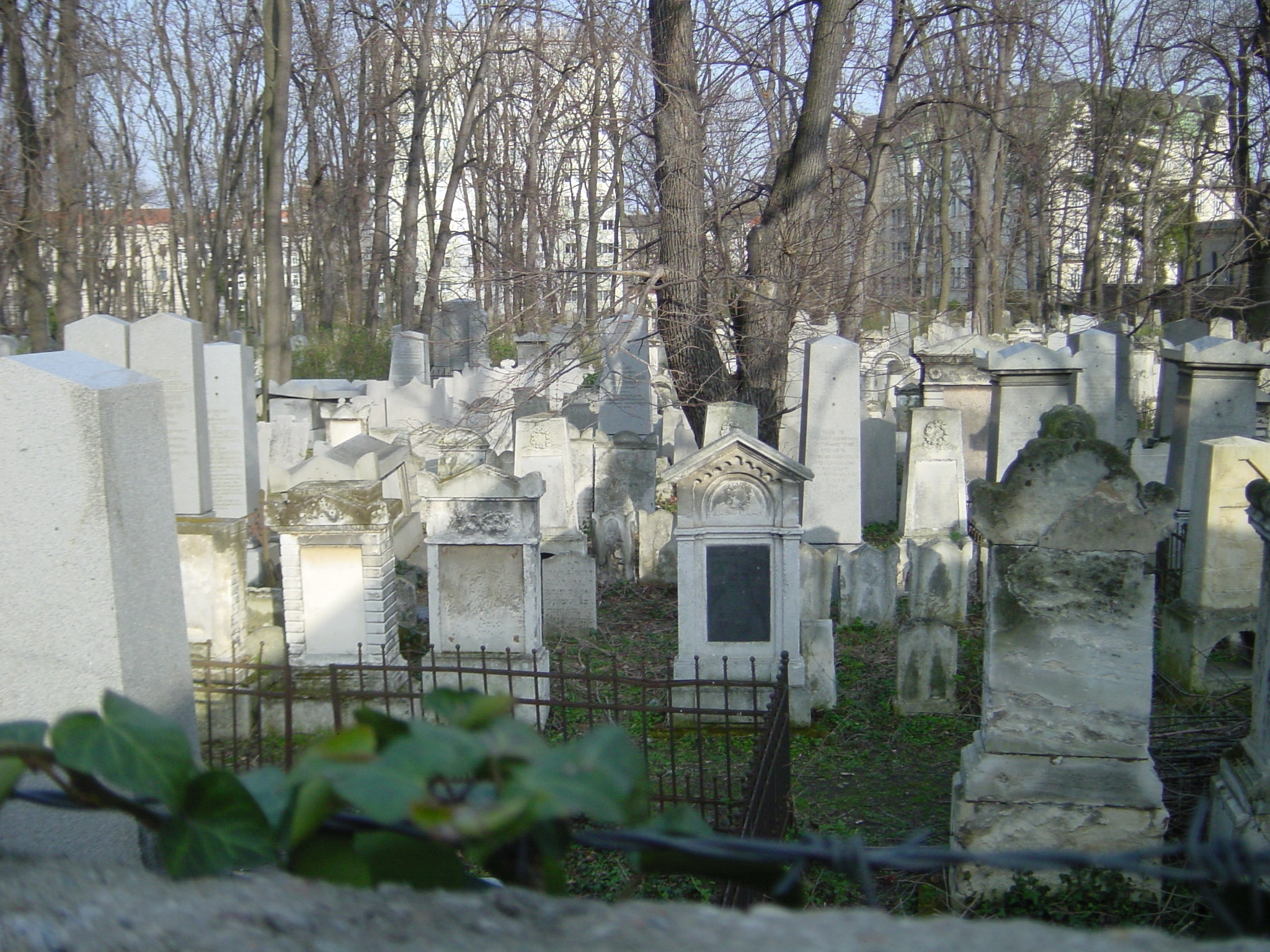
Jüdischer Friedhof in Währing vom Währinger Park Richtung Gürtel gesehen

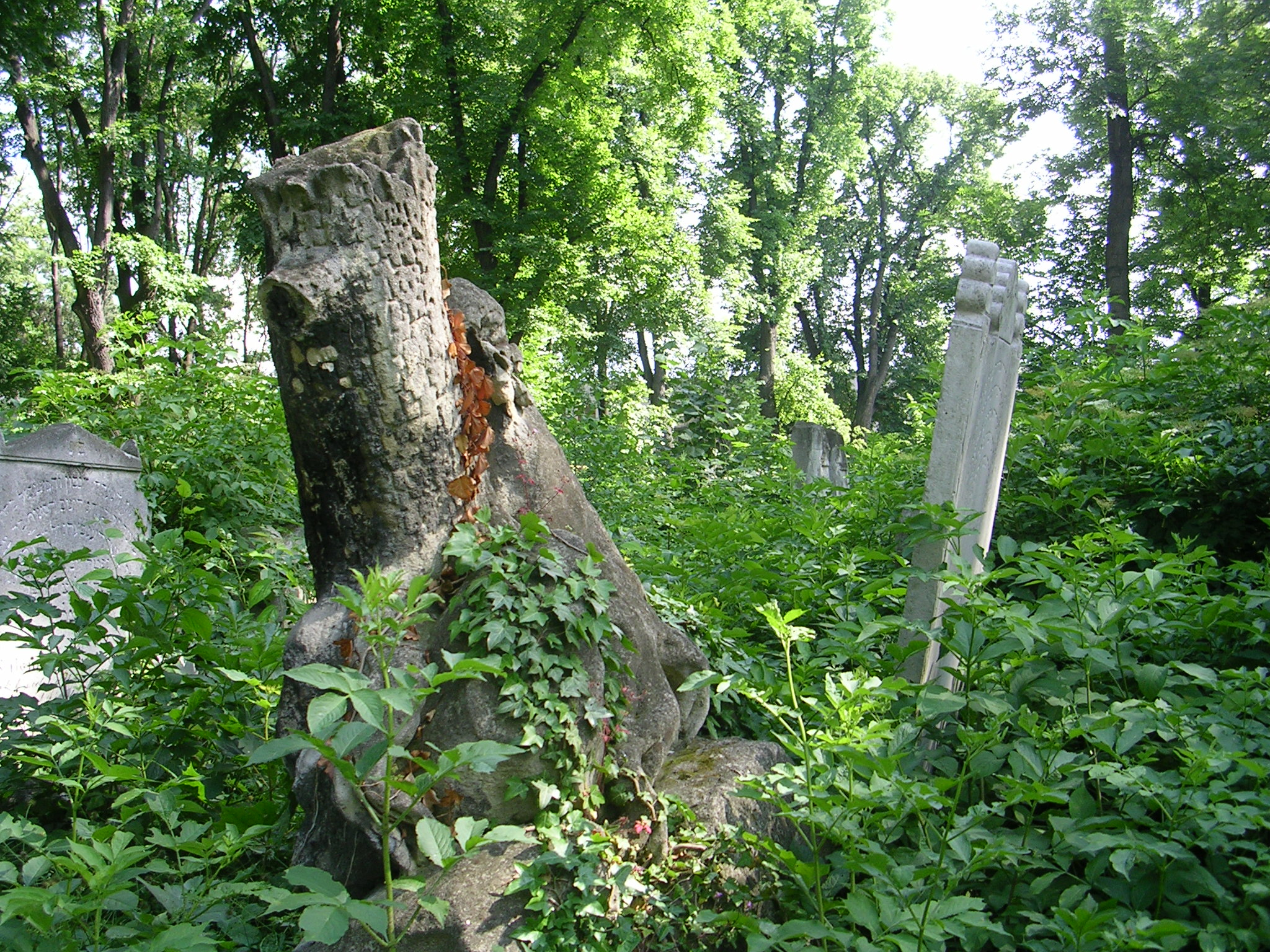
Grabmal in der Ausführung eines Wurzelstocks

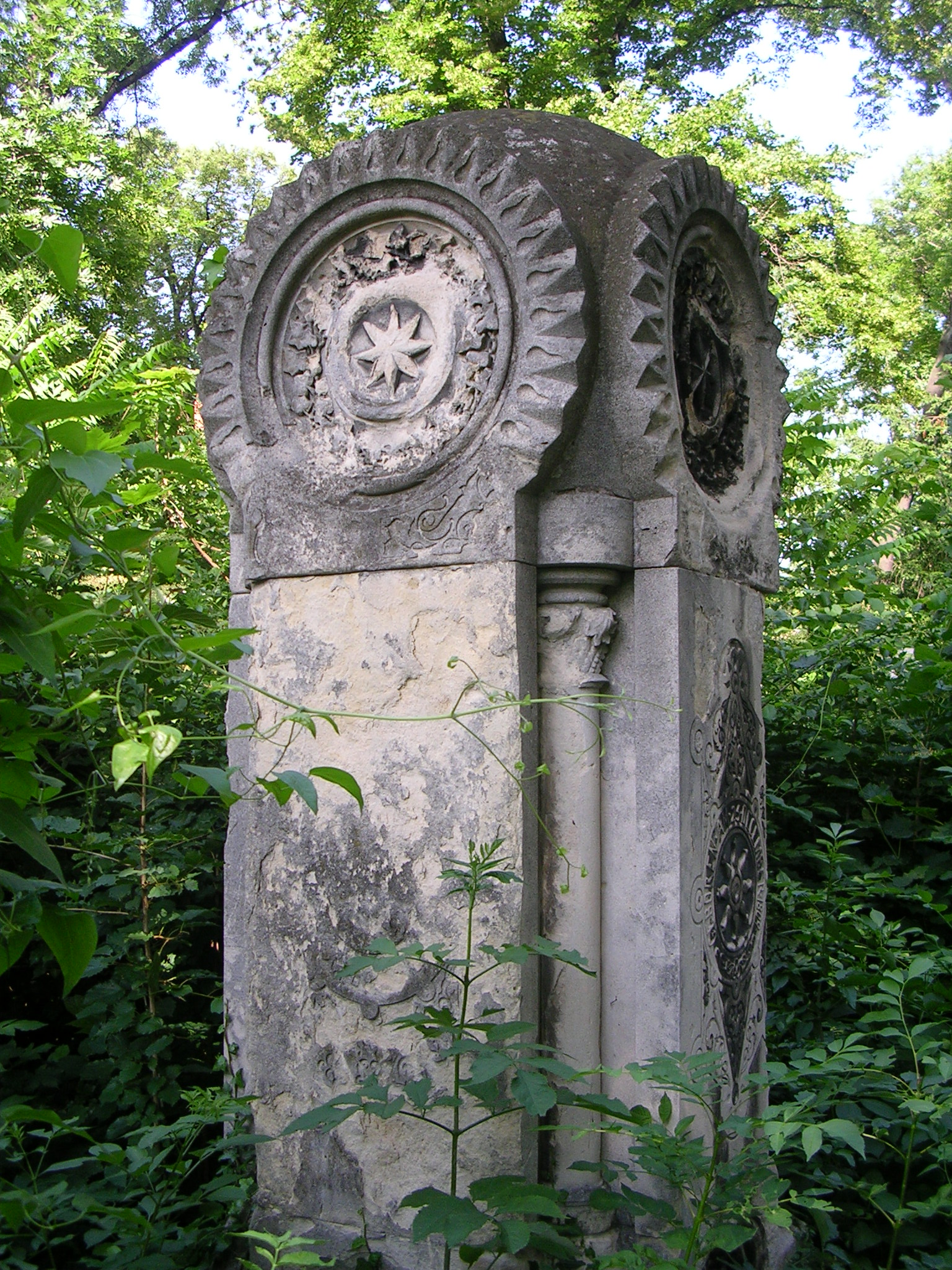
Stele

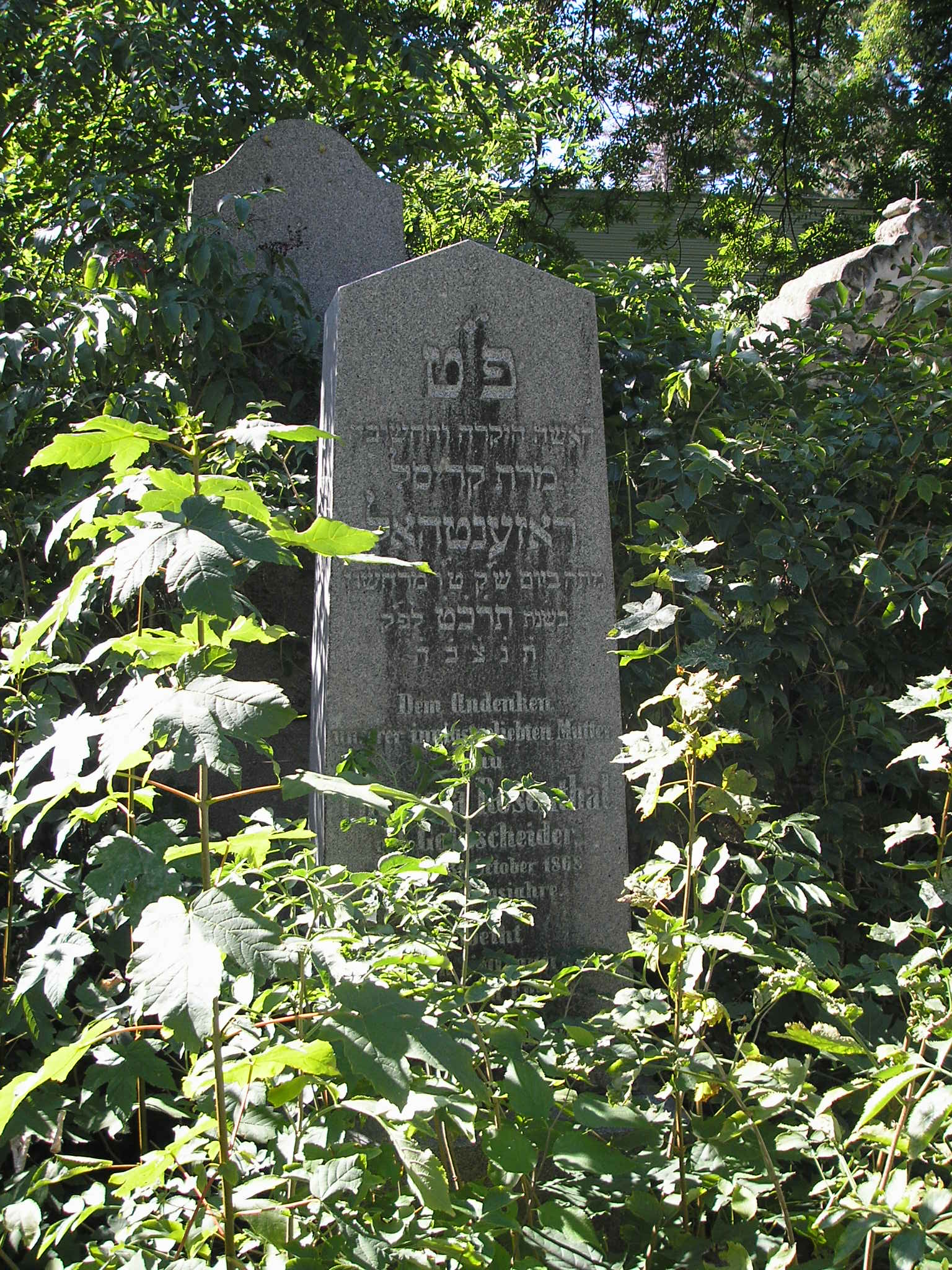
Grab mit hebräischer Inschrift

Aufgrund der Sanitätsordnung Josephs II. mussten alle Friedhöfe Wiens innerhalb des Linienwalls geschlossen werden. Anstelle der alten Ortsfriedhöfe, die sich oftmals um die Pfarrkirchen angesiedelt hatten, wurden neue Friedhöfe außerhalb der Linie angelegt. Von dieser Maßnahme war auch die jüdische Gemeinde betroffen, die in der Seegasse (Roßau) einen Friedhof unterhielt. Dieser Jüdische Friedhof Roßau wurde ebenfalls geschlossen. Deshalb erwarb die jüdische Gemeinde 1784 ein zwei Hektar großes Grundstück neben dem neu errichteten Allgemeinen Währinger Friedhof und eröffnete dort noch im selben Jahr den durch eine Mauer abgetrennten neuen jüdischen Friedhof. Bestand der Friedhof ursprünglich nur aus dem westlich vom Eingang gelegenen Teil, so wurde der Friedhof dreimalig durch den Zukauf von Grundstücken nach Westen, Osten und Norden erweitert. Bis zur Fertigstellung der israelitischen Abteilung am Wiener Zentralfriedhof 1879 wurden hier etwa 8000 bis 9000 belegte Grabstellen angelegt. Insgesamt dürften am Währinger Friedhof rund 30.000 Menschen bestattet worden sein. Im Gegensatz zum jüdischen Friedhof in der Roßau, wo nur hebräische Inschriften vorhanden sind, bestehen in Währing Grabsteine in hebräischer, deutscher und anderen Sprachen, üblicherweise deutsch und hebräisch. Vereinzelte Bestattungen in den Familiengrüften wurden noch bis in die späten 1880er Jahre durchgeführt. 1911 fand die letzte dokumentierte Belegung eines bereits vorhandenen Familiengrabs statt. Danach erfolgten keine Bestattungen mehr auf dem Friedhof. Um 1900 wurde in der Mitte des nicht mehr genutzten Friedhofes eine Lindenallee angepflanzt. Dies ist ein Zeichen für die starke Liberalität der damaligen jüdischen Gemeinde in Wien, da die an den so genannten „Priestergräbern“ gepflanzten Linden in den traditionellen Vorstellungen eine Trennung dieser Gräber von den übrigen umliegenden aufheben.
Der benachbarte Allgemeine Währinger Friedhof wurde in den 1920er Jahren aufgelöst und in den Währinger Park umgewandelt. Der Jüdische Friedhof blieb hingegen aufgrund der jüdischen Religionsgesetze bestehen. Während der NS-Zeit zerstörte man jedoch einen bedeutenden Teil des Friedhofes.
Nachdem bekannt wurde, dass die Weiterexistenz des Friedhofes oder von Teilen gefährdet war, veröffentlichte der Ältestenrat der Juden eine Aufforderung an seine Mitglieder, Exhumierungsaufträge zu erteilen. So wurden vom Friedhofsamt 1941 knapp 120 Leichen exhumiert und am Zentralfriedhof wieder bestattet, darunter bedeutende Gemeindegründer und Rabbiner, letztere auf Empfehlung des Ältestenrates. Mehr als 2000 Gräber wurden durch Aushubarbeiten für einen nie fertiggestellten Luftschutzbunker vernichtet. Mitglieder der Kultusgemeinde bargen aus dem Aushub die Gebeine und schafften sie in einem Kraftakt nach der Organisation von Lastkraftwagen und Benzin zum Zentralfriedhof, wo die Bestattung in einem Massengrab erfolgte. Das Aushubmaterial für die Bunkeranlage wurde für Bauarbeiten am Urban-Loritz-Platz verwendet. Ein Teil der für die Bunkeranlage ausgehobenen Baugrube wurde in Folge der Kriegsereignisse vermutlich zeitweise als Löschwasserteich verwendet.
1942 mussten vom Ältestenrat um die 350 Leichen auf Anweisung von „Rasseforschern“ exhumiert und diesen zu Untersuchungen im Naturhistorischen Museum Wien übergeben werden. Die zwangsweise Rückgabe und die Wiederbestattung am Zentralfriedhof erfolgte 1947. 1942 erfolgte dann auch die Enteignung des gesamten Geländes, indem die jüdische Gemeinde den Friedhof an die Gemeinde Wien zwangsverkaufen musste.
Nach dem Zweiten Weltkrieg wurde der Friedhof der Israelitischen Kultusgemeinde zwar nach zähen Verhandlungen zurückerstattet, im Gegenzug musste der zerstörte Teil aber an die Gemeinde Wien abgegeben werden. Die Gemeinde widmete daraufhin das als Grünland günstig erworbene Grundstück in Bauland um und errichtete in der Folge darauf den Arthur-Schnitzler-Hof, einen Plattenbau aus den 1960er Jahren. Gleichzeitig begann der rapide Verfall des Friedhofes, da sich die Kultusgemeinde den Erhalt nicht leisten konnte. Auch nachdem sich die Republik Österreich 2001 im Washingtoner Abkommen verpflichtet hatte, Unterstützungen für die Erhaltung und Restaurierung jüdischer Friedhöfe zu leisten, wurden keine Schritte zur Erhaltung des Friedhofes gesetzt. Die Zahlungen der Republik Österreich an die IKG für die Instandhaltung von jüdischen Friedhöfen werden für den Erhalt der beiden israelitischen Abteilungen auf dem Wiener Zentralfriedhof verwendet, und es stehen für die Erhaltung des Jüdischen Friedhofs Währing daher kaum Mittel zur Verfügung. Auch nach der Ankündigung des Wiener Restitutionsbeauftragten Kurt Scholz, eine parkähnliche Benutzung des Geländes zu ermöglichen, erfolgte nur eine Fällung morscher Bäume. Nach der Forderung der Wiener Grünen nach einer Sanierung des Friedhofes schlug Ende Februar 2006 der damalige Finanzstadtrat Sepp Rieder (SPÖ) eine Stiftungslösung vor, an der sich Bund, Stadt und private Geldgeber beteiligen sollten. Bürgermeister Michael Häupl forderte jedoch im Juni 2006 vielmehr den Bund auf, für die Sanierung aufzukommen, und sah einen allfälligen Beitrag der Bundesländer höchstens als „freiwilligen Beitrag“ an. Konkrete Maßnahmen unterblieben in der Folge. Da auch eine weitere Sanierung des Baumbestandes unterblieb, wurden weitere Grabsteine durch Windbruch (Orkan Kyrill) zerstört. Die Israelitische Kultusgemeinde schätzte Anfang 2007 den Sanierungsaufwand auf vierzehn Millionen Euro.
Im Jänner 2007 startete die Israelitische Kultusgemeinde mit dem Institut EDUCULT eine Initiative, die zur Rettung des Areals die Herausgabe eines Buches und eines Fotokalenders für 2008 sowie eine Ausstellung vorsah. Zusätzlich werden die bis dahin unregelmäßigen Führungen durch den Friedhof seither monatlich angeboten. Das Bezirksmuseum Währing veranstaltete eine Sonderausstellung in Kooperation mit dem Jüdischen Friedhof in Hamburg-Altona von November 2008 bis Jänner 2009.

### Sanierung
Am 2. März 2007 stimmten SPÖ und ÖVP schließlich einem Antrag der Grünen im Gemeinderat zu, die ärgsten Schäden und Gefahren auf dem Friedhof durch die Stadt Wien (Stadtgartenamt) beseitigen zu lassen. Um das Areal langfristig sanieren und erhalten zu können, setzte die Gemeinde Wien jedoch stark auf eine Beteiligung des Bundes. Nationalratspräsidentin Barbara Prammer plante mit einer Arbeitsgruppe aus Vertretern von Bund, Ländern und Gemeinden die Erarbeitung einer gesamtösterreichischen Lösung. Als Resultat wurde im Dezember 2010 der Fonds zur Instandsetzung der jüdischen Friedhöfe in Österreich eingerichtet, der die Verpflichtungen aus dem Washingtoner Abkommen umsetzt. Freiwillige begannen damit, regelmäßig abgestorbene Äste zu entfernen und den Friedhof begehbar zu halten. 2018 bewilligte der Fonds 400.000 Euro für eine Sanierung der Friedhofsmauer und die Freilegung einer verschütteten Grabreihe.
Parallel sanierte die IKG mit Unterstützung aus dem Altstadterhaltungsfonds der Stadt Wien das Friedhofswärterhaus bis 2012. Seither wird es als Bethaus von der Bevölkerung der angrenzenden Bezirke genutzt.
Im Herbst 2019 entfernten Soldaten des Bundesheeres Gestrüpp und Wildwuchs am Friedhof. Im Oktober 2020 kündigte Vizekanzler Werner Kogler an, dass die Bundesregierung den 2017 gegründeten Verein Rettet den jüdischen Friedhof Währing drei Jahre lang mit jeweils 200.000 Euro unterstützen werde. So soll die Erhaltung und Sanierung des Friedhofs gesichert werden. 2021 konnten beispielsweise die Grabstätten der Familie Ephrussi und Epstein saniert werden.

## Friedhofsanlage und Gräber

### Friedhofseinteilung

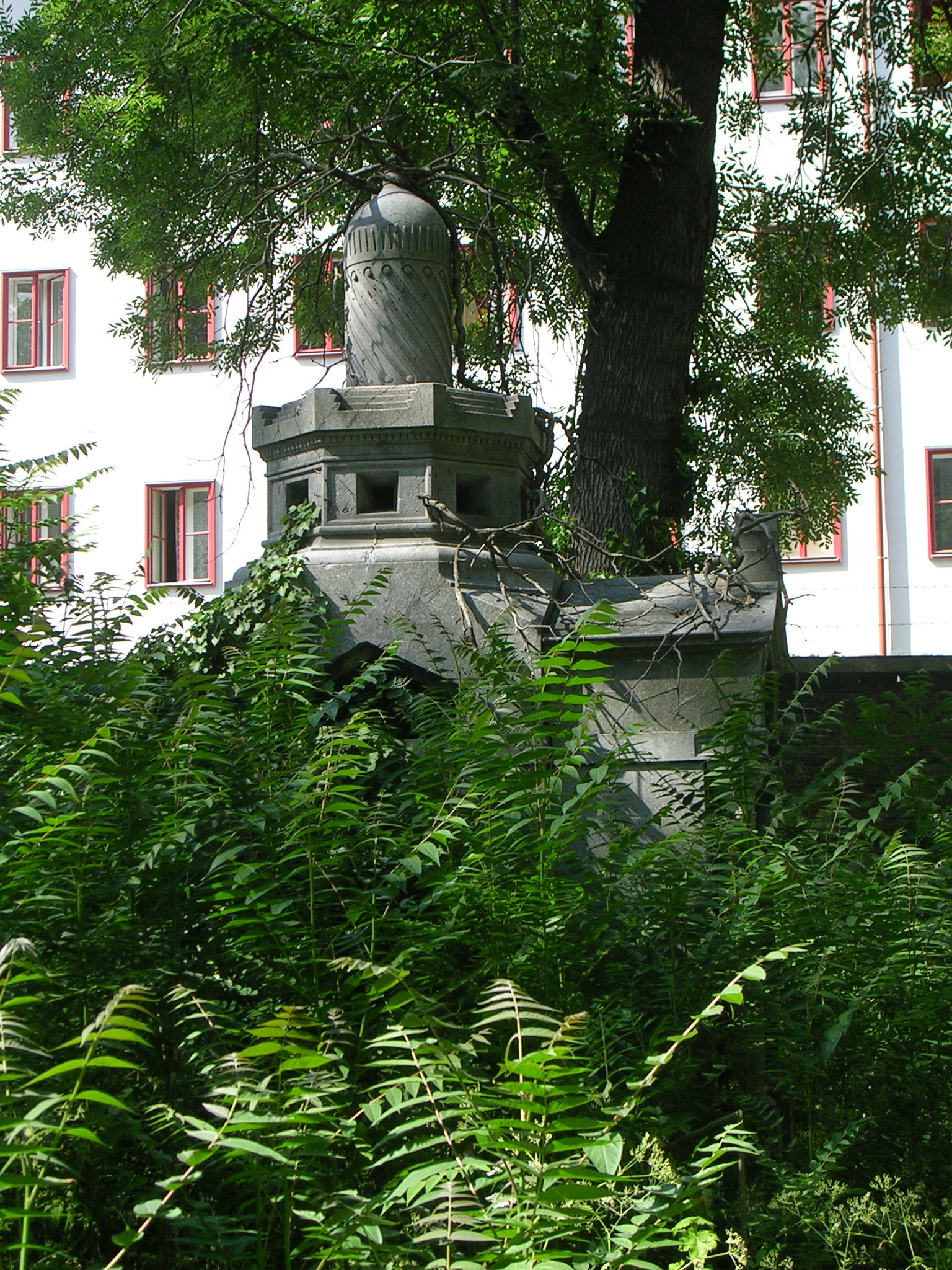
Grabhaus der sephardischen Abteilung

Betritt man den Friedhof durch das Eingangstor in der Schrottenbachgasse, so befindet sich links vom Eingang direkt an der Straße die ehemalige Verabschiedungshalle (Taharahaus). Dabei handelt es sich um einen spätklassizistischen Bau von Joseph Kornhäusel. Der Bau war lange Jahre als Vandalismusschutz straßenseitig zugemauert, in seiner Grundsubstanz jedoch so gut erhalten, dass eine Restaurierung 2012 möglich war. Links vom Eingang gesehen befindet sich der alte, ursprüngliche Teil des Friedhofes, der vom später hinzugekauften Teil durch eine Lindenallee getrennt ist. Auf dem älteren Teil des Friedhofes befinden sich die Gräber historisch relevanter Personen wie Fanny von Arnstein und der Familie Epstein. Im nördlichen Bereich des Friedhofes liegt auf beiden Seiten der Hauptallee die sephardische Abteilung. Entlang der Hauptallee selbst befinden sich die sogenannten „Priestergräber“. In einem neueren Friedhofsteil, der 1856 durch Grundstückszukauf entstand, wurden auch Menschen aus ärmeren Schichten begraben, deren Grabsteine aufgrund billigerer Materialien viel stärker von der Verwitterung betroffen sind. Hier befindet sich auch eine Abteilung, in der Kleinkinder sowie Mütter, die im Kindbett gestorben waren, beerdigt wurden. Die Familiengrüfte angesehener und geadelter Juden befinden sich oft entlang den Friedhofsmauern.

### Sephardische Abteilung
Im 18. Jahrhundert war es Juden prinzipiell nicht erlaubt, sich in Wien niederzulassen. Eine Ausnahme bildeten die sephardischen Juden aus dem Osmanischen Reich, denen der Aufenthalt als osmanische Untertanen durch den Frieden von Passarowitz gestattet war und die 1885 den Türkischen Tempel erbauten. Wien wurde durch die Sephardim zu einem wichtigen Zentrum des Orienthandels zwischen dem Osmanischen Reich und sephardischen Gemeinden in Amsterdam, Hamburg oder Kopenhagen. Der Bezug der sephardischen Juden zum Osmanischen Reich spiegelt sich auch in den Grabmälern auf dem Jüdischen Friedhof Währing wider. Neben der orientalischen Architektur und Ornamentik der Grabstelen nehmen insbesondere die Grabhäuschen einen für Mitteleuropa einzigartigen Stellenwert ein.

### Grabmäler bedeutender Persönlichkeiten

#### Grabmäler der Familie von Arnstein

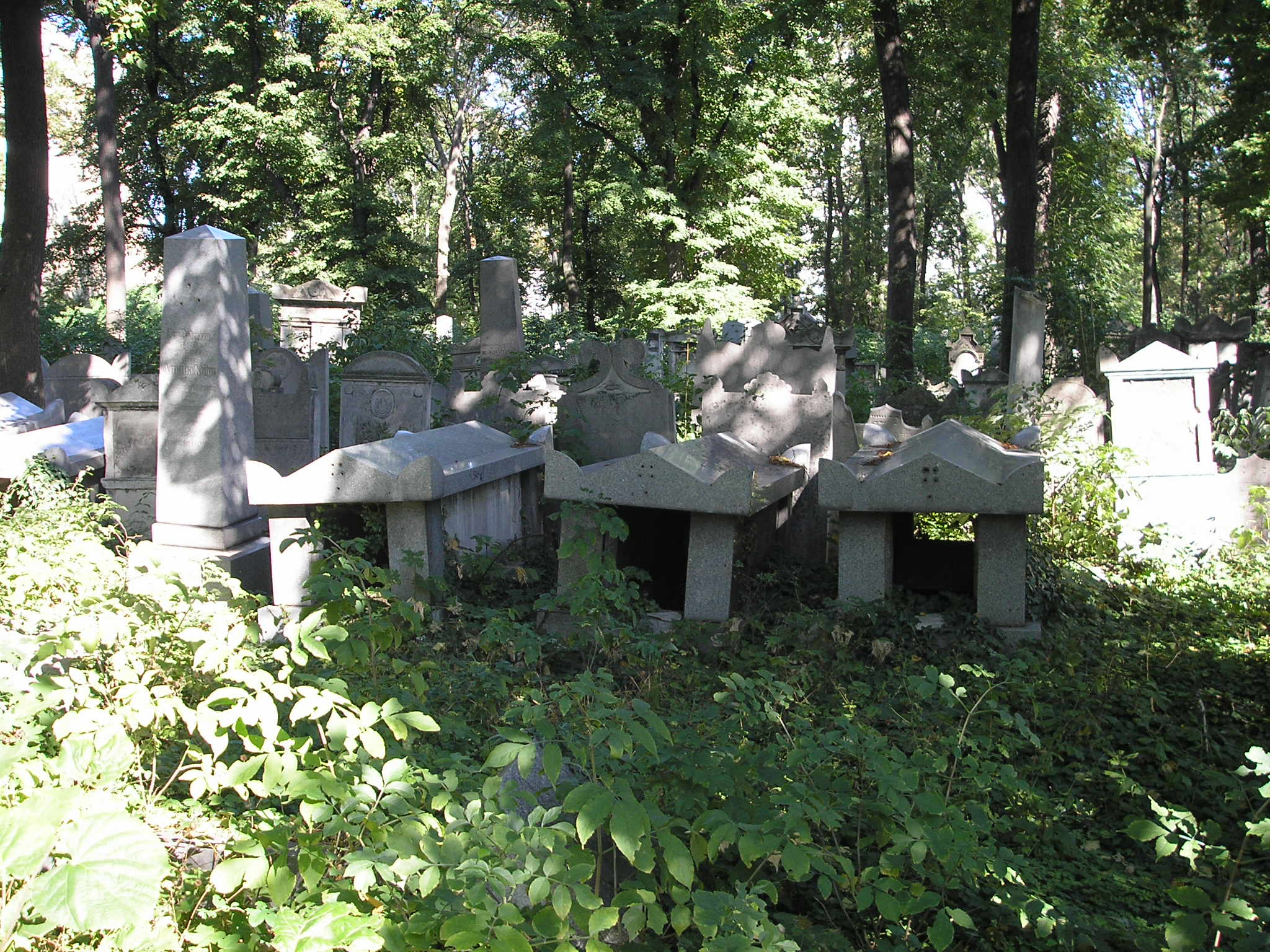
Geschändete Grabmäler der Familien Arnstein und Eskeles

Fanny von Arnstein (1758–1818), die Tochter des Berliner Rabbiners und Hoffaktors Daniel Itzig. Sie heiratete in eine reiche Wiener Hoffaktoren-Familie ein. Auch Fanny von Arnsteins Mann, Nathan Adam Freiherr von Arnstein (1748–1838) war bis 1941 auf dem Jüdischen Friedhof begraben. Der Bankier, Großhändler und Diplomat erwirkte die Aufhebung der Wohnbeschränkung für Juden.
Die Gebeine Fanny von Arnsteins scheinen namentlich auf keiner der bekannten Exhumierungslisten auf und wurden auch nicht zu „rassekundlichen“ Untersuchungen ins Naturhistorische Museum verbracht. 1947 wurden ihre Überreste mit großer Sicherheit in einem Sammelgrab für acht Mitglieder der Familie wieder bestattet.

#### Familiengrab Epstein-Teixeira de Matto
Im Grab der Familie Epstein wurden die Familienmitglieder des Unternehmers Gustav Ritter von Epstein (1827–1879) beigesetzt. Gustav Ritter von Epstein war ein bedeutender Bankier, der unter anderem an der Errichtung der Kaiser-Ferdinands-Nordbahn beteiligt war. 1870 ließ er an der Ringstraße das Palais Epstein errichten, verlor es jedoch durch den Börsenkrach von 1873. Er selbst wurde nicht in diesem Familiengrab, sondern in der von 1877 bis 1879 errichteten israelitischen Abteilung des Zentralfriedhofs beerdigt.

#### Grabmal Siegfried Philipp Wertheimber

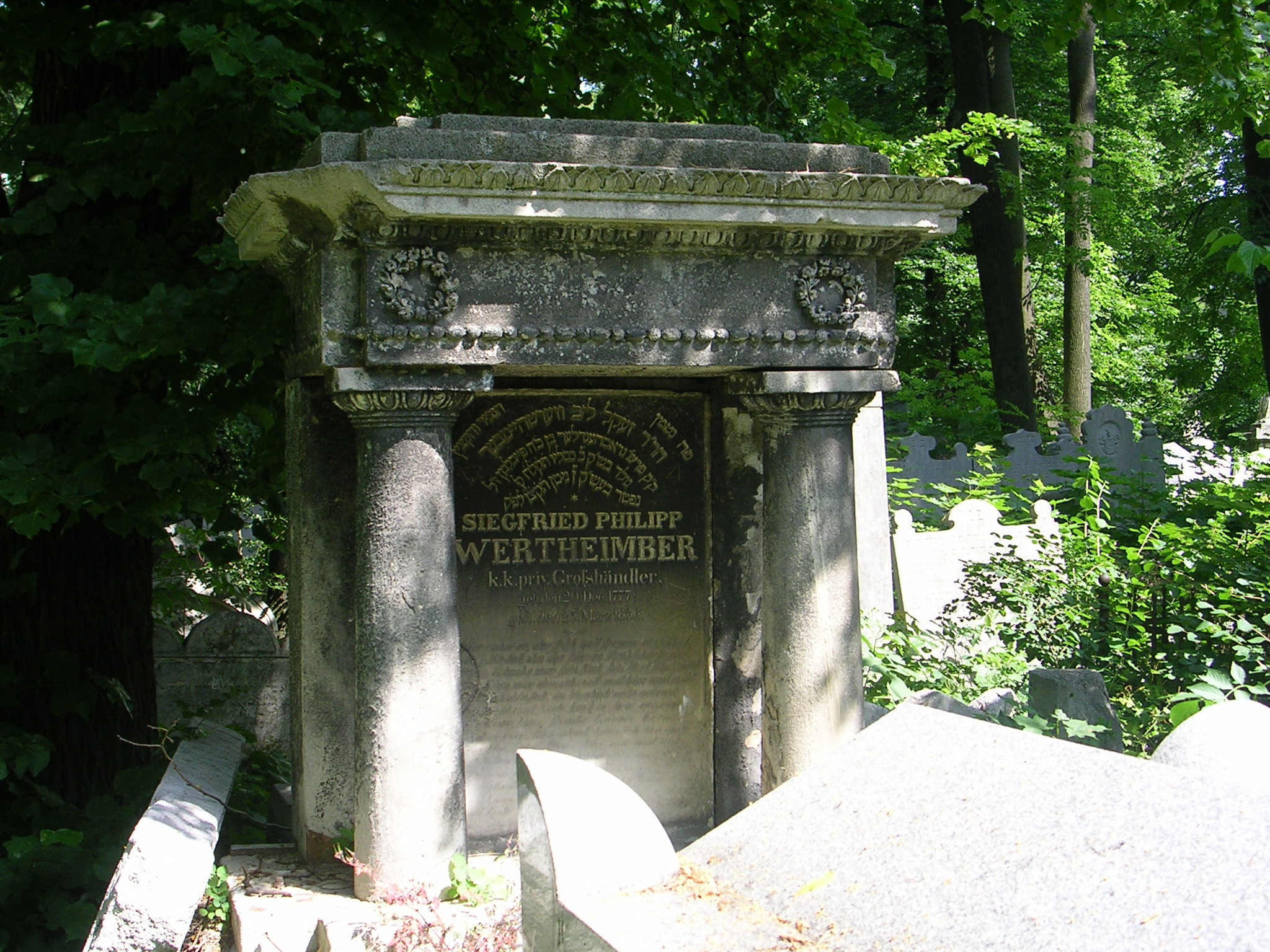
Grabmal im ägyptischen Stil

Das Grabmal des bekannten „tolerierten“ Juden Siegfried Philipp Wertheimber (1777–1836) ist ein wertvolles Grab mit Säulen im ägyptisierenden Stil. Als tolerierte Juden galten Juden, denen der Aufenthalt durch Einzelgenehmigungen gestattet worden war. Diese Genehmigungen wurden durch das Toleranzpatent von Joseph II. ermöglicht. Hatte ein Jude eine derartige Aufenthaltsgenehmigung erhalten, konnten in seinem Haushalt auch zahlreiche als Familienmitglieder deklarierte Menschen Aufenthaltsrecht in der Stadt Wien bekommen. Haushalte von tolerierten Juden umfassten dabei bis zu 200 Personen.

#### Familiengruft Königswarter

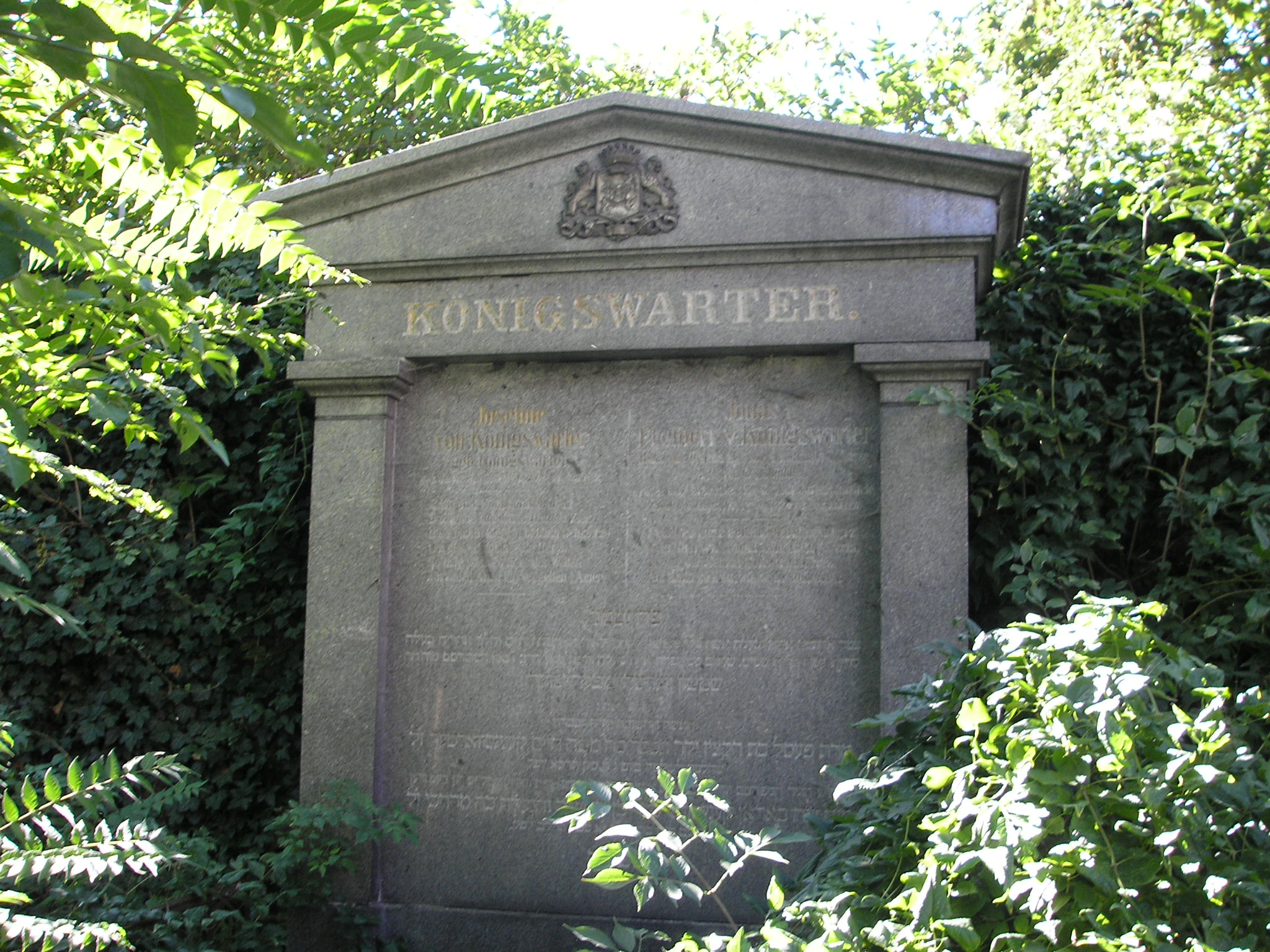
Grabmal der Familie von Königswarter

In der Gruft der Familie Königswarter liegt die Familie von Jonas Freiherr von Königswarter (1807–1871) begraben. Königswarter trug als tolerierter Jude den offiziellen Titel „k.k. privilegierter Großhändler“. Königswarter war Bankier und Präsident der Wiener Kultusgemeinde. Seine Frau Josefine (1811–1861) stand dem israelitischen Frauenverein vor.

#### Weitere Persönlichkeiten
- Bernhard von Eskeles (1753–1839), Bankier
- Isaak Löw Hofmann (1759–1849), Kaufmann
- Salomon Hermann Mosenthal (1821–1877), Dramatiker

## Erhaltungszustand

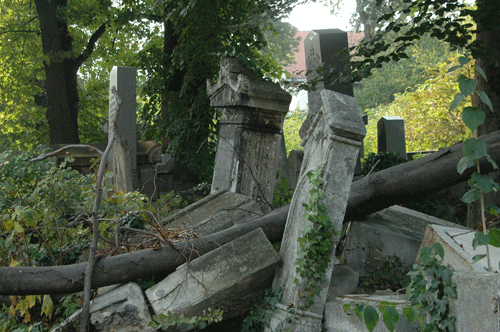
Durch morsche Äste zerstörte Grabsteine

Da fast sämtliche Verwandte der Begrabenen entweder im Holocaust umgebracht wurden oder ins Ausland emigrieren mussten, gibt es in Wien keine Nachkommen mehr, die sich um die Gräber kümmern können. Auch die Israelitische Kultusgemeinde kann auf Grund ihres eingeschränkten Budgets nur in geringem Ausmaß zur Erhaltung beitragen. Da von der Stadt Wien und der Republik Österreich kaum Mittel zur Erhaltung des Friedhofes zur Verfügung gestellt wurden, ist der Friedhof in einem sehr schlechten Erhaltungszustand. Auf Grund des überalterten Baumbestandes und teilweise offen stehender Gruftanlagen ist ein Besuch des Friedhofes derzeit nur nach Unterzeichnung eines Haftungsverzichts gegenüber der Israelitischen Kultusgemeinde möglich. Die Kosten für die Herstellung eines gefahrlosen Zuganges zur Friedhofsanlage werden vom Präsidenten der Israelitischen Kultusgemeinde Ariel Muzicant und dem Restitutionsbeauftragten Scholz mit 400.000 bis 800.000 Euro beziffert.
Bis auf einen Baumschnitt an den alten Bäumen sind in den letzten Jahren nur wenig Erhaltungsmaßnahmen gesetzt worden. Teile des Friedhofes sind aufgrund des starken Bewuchses mit Büschen und kleinen Bäumen nicht mehr zugänglich. Zudem führt der Wurzeltrieb dazu, dass Grabsteine verschoben werden und umstürzen. Morsche, herabfallende Äste und umstürzende Bäume zerstören immer wieder weitere Grabsteine. Auch durch Umwelteinflüsse wie sauren Regen, Frost und Bewuchs sind an den Grabmälern des Friedhofes schwere Schäden entstanden. Grabsteine wurden zudem durch rechtsradikale Beschmierungen beschädigt, die insbesondere Sandsteinoberflächen zerstörten. Aus diesem Grund wurden die Umfassungsmauern des Friedhofes von der Kultusgemeinde mit Stacheldraht und einbetonierten Glasscherben gesichert.